# 平卧凤仙花
平卧凤仙花（学名：Impatiens procumbens）为凤仙花科凤仙花属下的一个种。种名procumbens意为平卧的。